# Liste der Biografien/Peto
Liste der Biografien |
Portal Biografien |
Personensuche
# |
A |
B |
C |
D |
E |
F |
G |
H |
I |
J |
K |
L |
M |
N |
O |
P |
Q |
R |
S |
T |
U |
V |
W |
X |
Y |
Z |
?
 
Pa |
Pc |
Pe |
Pf |
Ph |
Pi |
Pj |
Pk |
Pl |
Pm |
Pn |
Po |
Pr |
Ps |
Pt |
Pu |
Pv |
Pw |
Py
 
Pea |
Peb |
Pec |
Ped |
Pee |
Pef |
Peg |
Peh |
Pei |
Pej |
Pek |
Pel |
Pem |
Pen |
Peo |
Pep |
Peq |
Per |
Pes |
Pet |
Peu |
Pev |
Pew |
Pex |
Pey |
Pez
 
Peta |
Petc |
Pete |
Peth |
Peti |
Petj |
Petk |
Petl |
Petm |
Peto |
Petr |
Pets |
Pett |
Petu |
Petw |
Pety |
Petz
Die Liste der Biografien führt alle Personen auf, die in der deutschsprachigen Wikipedia einen Artikel haben. Dieses ist eine Teilliste mit 16 Einträgen von Personen, deren Namen mit den Buchstaben „Peto“ beginnt.

## Peto
- Pető, András (1893–1967), ungarischer Neurologe
- Peto, Harold Ainsworth (1854–1933), britischer Architekt und Gartengestalter
- Peto, John Frederick (1854–1907), amerikanischer Maler
- Peto, Richard (* 1943), britischer Statistiker und Epidemiologe
- Peto, Samuel Morton (1809–1889), englischer Eisenbahnpionier
- Pető, Tamás (* 1974), ungarischer Fußballspieler
- Pető, Tibor (* 1980), ungarischer Ruderer
- Peto, William († 1558), englischer Kardinal

### Petoa
- Petoa, Alopua (* 1990), tuvaluischer Fußballspieler

### Petof
- Petőfi, Sándor (1823–1849), ungarischer NationaldichterSándor Petőfi (1823–1849)

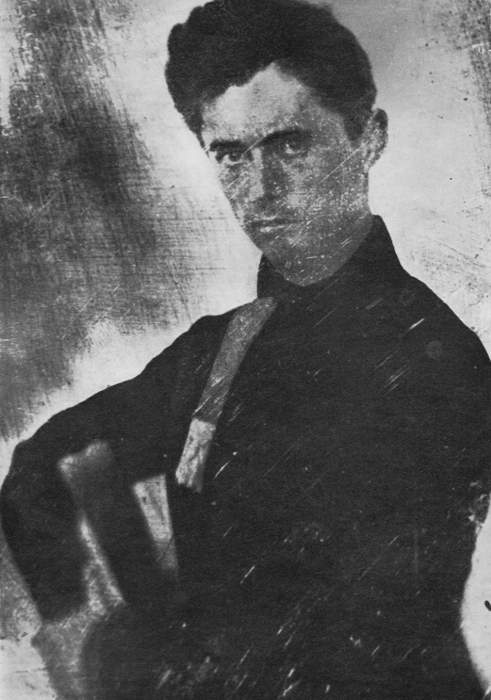
Sándor Petőfi (1823–1849)

### Petok
- Petok, Ted (1917–2010), US-amerikanischer Cartoonist, Illustrator, Animator und Filmproduzent

### Petol
- Petolescu, Constantin C. (* 1943), rumänischer Althistoriker, Epigraphiker und Archäologe

### Petos
- Petošević, Milan (* 1991), serbischer Fußballspieler
- Petosiris, ägyptischer Hohepriester

### Petou
- Petouchinski, Denis (* 1967), russisch-neuseeländischer Stabhochspringer
- Petoud, Wildy (* 1957), Schweizer Science-Fiction-Autorin